# Yelena Terióshina
Yelena Terióshina (en ruso: Елена Терёшина; 6 de febrero de 1959) es una deportista soviética que compitió en remo.
Participó en dos Juegos Olímpicos de Verano en los años 1980 y 1988, obteniendo una medalla de plata en Moscú 1980 en la prueba de ocho con timonel. Ganó ocho medallas en el Campeonato Mundial de Remo entre los años 1978 y 1987.

## Palmarés internacional
| Juegos Olímpicos   | Juegos Olímpicos          | Juegos Olímpicos  | Juegos Olímpicos |
| Año                | Lugar                     | Medalla           | Prueba           |
| ------------------ | ------------------------- | ----------------- | ---------------- |
| 1980               | Moscú (URSS)              | Medalla de plata  | Ocho con timonel |
| Campeonato Mundial |                           |                   |                  |
| Año                | Lugar                     | Medalla           | Prueba           |
| 1978               | Cambridge (Nueva Zelanda) | Medalla de oro    | Ocho con timonel |
| 1979               | Bled (Yugoslavia)         | Medalla de oro    | Ocho con timonel |
| 1981               | Múnich (RFA)              | Medalla de oro    | Ocho con timonel |
| 1982               | Lucerna (Suiza)           | Medalla de oro    | Ocho con timonel |
| 1983               | Duisburgo (RFA)           | Medalla de oro    | Ocho con timonel |
| 1985               | Malinas (Bélgica)         | Medalla de oro    | Ocho con timonel |
| 1986               | Nottingham (Reino Unido)  | Medalla de oro    | Ocho con timonel |
| 1987               | Copenhague (Dinamarca)    | Medalla de bronce | Ocho con timonel |